# Tref (glazbeni sastav)
Tref, rock sastav iz Osijeka, Hrvatska. Za povijest zabavne glazbe u Osijeku važni su kao supergrupa. Formirana je od strane članova raznih, već postojećih osječkih grupa.

## Ime
Ime benda odabrao je gitarist Slobodan Danče Ivanović. Predložio je da se nazovu po novoj modnoj liniji Tref tekstilne industrije Slavonija, nadajući se da će toj liniji koja je imala tad veliku medijsku kampanju dobro doći i glazbena promocija preko benda. Planiralo se tako napraviti osnovu po kojoj bi od poduzeća Slavonija zatražili neku financijsku donaciju, u kojoj bi poduzeće kao protuuslugu dobilo reklamiranja njihove kolekcije preko imena benda i bili su spremni napraviti reklamni audio spot za modnu liniju. Od tako dobivenih novaca bi bend kupio opremu. Članovi benda su se složili sa zamisli, no u poduzeću Slavoniji nisu tako razmišljali i bend nije dobio novce. Ali, ime za bend se već pročulo po gradu te je ostalo i ujedno je poslije bila i besplatna reklama kolekciji Tref. 

## Povijest
Pokretač sastava je Slobodan "Danče" Ivanović. 1974. godine vokalist Dragutin Matošević otišao je iz osječkog sastava Walta u Tref, tražeći mogućnost za ozbiljniji autorski rad, s obzirom na to da su prijašnji osječki sastavi u kojima je svirao bili svirali obrade. Ostali članovi su glazbeno iskustvo stekli u više poznatih pop sastava, od kojih su najistaknutija bili The Milky Way (Ivanović) i Had. Odmah kad je osnovana, osječki pop glazbenici prozvali su ju supergrupom. Uslijedili su uspješni nastupi u Osijeku i drugim mjestima koji su potvrdili dobra očekivanja. Glazbeni su je novinari smatrali obećavajućom pojavom, koja je već nakon nekoliko mjeseci postojanja bila na najboljem putu da se uvrsti među najbolje u državi. Zbog glazbenih neslaganja, Matošević je napustio Tref. Zamijenio ga je Borislav Šuha. U sastavu su još poslije svirali i Miroslav Juretić, Damir Rošker i Boro Vidović - Mali King. Tref je svirao po raznim osječkim plesnjacima. Prvi su angažman imali u najvećem okupljalištu mladih Osječana željnih druženja i dobre glazbe, "Studentskom restoranu". 1977. bili su jedna od predgrupa na osječkoj promociji albuma Timea Dade Topića. Fonoteka Radio Osijeka ima šest sačuvanih Trefovih radijskih snimki. To su pjesme "Ne mogu da sanjam", "Balada o pankeru", "Hej, kad", "Violina", "Marica", "Vitar piri". Osječki jazz glazbenik Vjekoslav Miling je za Walt i Tref rekao da su mu bili glazbeni uzori i poticaj da sam počne svirati.

## Članovi
Članovi sastava:
- Slobodan Ivanović - Danče, solo gitara i vokal
- Ivica Matković - Makika Retvalački, bubnjevi i vokal
- Zlatko Vukasović - Keči(ga), bas gitara i vokal
- Dragutin Matošević - solo pjevač

Poslije su u sastavu bili:
- Borislav Šuha, solo pjevač
- Miroslav Juretić
- Damir Rošker, klavijature
- Boro Vidović - Mali King, vokal

## Vanjske poveznice
- Facebook Tref - Marica rock 1976-77
- Facebook Tref